# Chikkahasala, Kolar
Chikkahasala là một làng thuộc tehsil Kolar, huyện Kolar, bang Karnataka, Ấn Độ.